# Вітторіо Мардзотто
Вітторіо Емануеле Мардзотто (італ. Vittorio Emanuele Marzotto), (нар. 13 червня 1922 — пом. 4 лютого 1999) — італійський автогонщик, п'ятикратний учасник автоперегонів Mille Miglia із найкращим другим результатом у 1954 році, переможець Гран-прі Монако 1952 року та автоперегонів Giro di Sicilia у 1951-му; депутат від Італійської ліберальної партії у 1954—1972 роках, підприємець.

## Життєпис

### Ранні роки
Вітторіо Емануеле народився 13 червня 1922 року у Вальданьо в провінції Віченца, ставши первістком в родині текстильного магната Ґаетано Мардзотто та його дружини Маргеріти Лампертіко. Згодом в родині з'явилося ще п'ятеро синів: Доменіко (помер молодим), Умберто, Джанніно, Паоло, П'єтро, та дві доньки: Італія та Лаура.
Батько, що успадкував сімейний бізнес за три місяці до народження сина, зміг радикально переобладнати та реорганізувати виробництво в умовах економічної кризи. В той же час він почав проєктування та будівництво la Citta Sociale — жилих кварталів для робітників фабрик із установами соціального забезпечення та культурного розвитку, яке було завершено у 1937.
Не зважаючи на відкриту критику політики фашистського уряду, Ґаетано у 1930 році було нагороджено орденом «За заслуги у праці», а у 1939-му він отримав від Беніто Муссоліні титул графа Вальданьо Кастелвеккьо, який згодом мав перейти до Вітторіо Емануеле.
У віці 22 років Вітторіо почав брати участь у сімейному бізнесі, а у 1949-му увійшов до ради директорів компанії. Отримавши юридичну освіту та маючи адвокатську практику, він був логічним наступником батька біля керма сімейної справи. Однак, було вирішено, що юнак продовжить політичні традиції родини Мардзотто, ставши депутатом республіки, як його дід та прадід.

### Автоперегони

#### 1948
У той же час брати Мардзотто почали цікавитись автоперегонами. Вперше вони взяли участь у гонці Mille Miglia у 1948 році. Вітторіо Емануеле у екіпажі з Паоло та Джанніно в екіпажі з Умберто на однакових Lancia Aprilia виїхали з Брешії до Риму 2 травня. Вітторіо та Паоло зійшли з дистанції, а Джанніно та Умберто, повернувшись у Брешію із часом 18 годин 54 хвилини, стали дев'ятими у своєму класі Т+1.1.

#### 1950
У 1950-му у Mille Miglia брати брали участь поодинці. Вітторіо та Джанніно виступали за Скудерію Феррарі на різних модифікаціях Ferrari 195, а Умберто і Паоло — за Скудерію Мардзотто на однакових Ferrari 166MM Barchetta Touring. Джанніно у парі з Марко Кросарою стали переможцями, випередивши екіпажи Доріно Серафіні та Хуана-Мануеля Фанхіо. Вітторіо із Паоло Фонтаною, з відставанням на годину, стали шостими у тому ж класі S+2.0.
За тиждень Вітторіо узяв участь у перегонах Золотий кубок Сицилії (Coppa d'Oro di Sicilia) на новозбудованому Сіракузському треку.

#### 1951
У 1951 він разом із Фонтаною виграв Giro di Sicilia із середньою швидкістю 100 км/год на Ferrari 212 Export. Його брат Паоло став шостим у загальному заліку і другим у своєму класі.
На Mille Miglia того року Вітторіо виступав із Отелло Марчетто на Ferrari 340. Як і Джанніно з Марко Кросарою, фінішу вони не дістались. Однак, Паоло Мардзотто став четвертим у загальному заліку.
На Кубку Тоскани-1951 Вітторіо керував Ferrari 340 America. Разом із Вітторіо Занусо вони стали другими. Виграв перегони Джанніно із Марко Кросарою.
На незаліковому гран-прі Формули-1 у Португалії, Вітторіо став другим, програвши три хвилини Казимиро ді Олівейрі.
Брав участь у змаганнях за Золотий кубок Доломітів у Кортіні-д'Ампеццо, що проводився на дорогах загального користування із вільним трафіком.

#### 1952
У березні 1952 знову став учасником незалікового гран-прі Формули-1, цього разу - у Сіракузах. Самі перегони йшли до заліку Формули-2. Скудерію Мардзотто представляв сам Вітторіо Емануеле, а також Комотті, Каріні та Сіґінольфі.
Решту року він пілотував Ferrari 225 S, стартувавши навесні у Giro di Sicilia та Mille Miglia, де не дістався фінішу. Влітку на Гран-прі Монако здобув перемогу та як запасний пілот був присутнім у Руані на Гран-прі Франції, що входив до календаря Формули-1.
Також Мардзотто взяв участь у перегонах Targa Florio та Золотому кубку Доломітів, де фінішував п'ятим.

#### 1953
У 1953-му він узяв участь лише на Giro di Sicilia 12 квітня, де виступив на Lancia Aurelia.

#### 1954
1954-го став другим на Mille Miglia у загальному заліку і першим у своєму класі S2.0 із результатом 12:00:01.000. Пілотував він Ferrari 500 Mondial і поступився лише Альберто Аскарі.

#### 1955
У квітні 1955 виступив на Giro di Sicilia і на цьому завершив свої виступи. Цього разу він пілотував Maserati 300S і став шостим у загальному заліку й четвертим у своєму класі S+2.0, після Таруффі, Мальолі та Муссо.
Умберто Мардзотто завершив свої виступи у 1953 Джанніно — у 1954.,  Паоло — також у 1955, після 24 годин Ле-Ману.

### Політична кар'єра
На загальних виборах 1953 року Вітторіо Емануеле увійшов до складу депутатів II Законодавчого зібрання республіки від Італійської ліберальної партії. Балотувався він по IX округу, до якого входили провінції Верона-Віченца-Падуя-Ровіго. Найбільшої переваги надала йому Віченца.
На виборах у 1958, 1963 та 1968-му Мардзотто було переобрано, хоча частка відданихза нього голосів виборців  зменшилася.
Під час роботи III Законодавчого зібрання його було призначено на посаду секретаря фракції 31 грудня 1962. На тій же посаді він перебував під час повноважень наступного зібрання аж до 1 січня 1966, після чого перейшов до членів ради партії.
За двадцять років він першим підписав 18 законопроєктів та підтримав 52, поданих іншими парламентарями, переважно з його політичної сили. Вісім з них були перетворені в закони. Останній підписаний з них — «Реструктуризація
та реорганізація текстильної промисловості» — був надзвичайно важливим не тільки для сімейного бізнесу, а й для електорату.

### Сімейний бізнес
У 1970 Вітторіо Емануеле став наступником свого батька на посту президента «Manifattura lane Gaetano Marzotto & Figli S.A.». Перебував на цій посаді кілька років, після чого передав управління своєму брату П'єтро.

## Приватне життя
Вітторіо одружився із Джіойєю «Рорі» Тортіма, молодшою від нього на десять років, і мав із нею двох синів: Ґаетано (народився 21 грудня 1951) та Стефано (народився 24 квітня 1955).
Згодом він узяв шлюб із Рітою Альфонсі (нар. 1942), з якою мав трьох синів: Франческо (2 квітня — 6 липня 1966), Ніколо (народився 28 вересня 1968) та Лука (народився 9 січня 1971).

## Особистість
Вітторіо Емануеле описували як елегантного, розсудливого та дипломатичного джентльмена.
Захоплювався альпінізмом, морською справою та мисливством.

## Цікаві факти
- Вітторіо Емануеле Мардзотто народився за чотири місяці до приходу до влади Муссоліні;
- Перша гонка Вітторіо Емануеле стала останньою великою гонкою Таціо Нуволарі.
- У перегонах Mille Miglia 1954 року у парі із братом Джанніно виступила перша дружина Вітторіо Емануеле — Рорі Тортіма.[22]